# Hanvec
Hanvec (in bretone Hañveg) è un comune francese di 1 959 abitanti situato nel dipartimento del Finistère nella regione della Bretagna.

## Società

### Evoluzione demografica
Abitanti censiti